# 金建宇
金建宇（韓語：김건우，1992年1月10日—）或譯金建右，韓國男演員，在韓國藝術綜合大學畢業，2017年進入演藝圈並出道，所屬經紀公司為Good People Entertainment。

## 出道歷程
金建宇畢業於韓國藝術綜合大學，2017年開始進入演藝圈，並簽約Good People Entertainment成為旗下藝人，與同一經紀公司屬下演員梁世宗為好友關係。
2017年，金建宇正式出道，其参演的首部作品為《三流人生》。2018年他担任《壞刑警》主演。
2020年，經紀公司宣佈金建宇將會擔任電影《Ultimate Oppa》男主角，此片是韓國與菲律賓共同製作的愛情喜劇，講述身為韓國藝人經紀人碰上韓國藝人的菲律賓粉絲的故事。電影由曾執導過知名戲劇《宮》、《一枝梅歸來》、《惡作劇之吻》等的黃仁雷擔任製作導演。同年，金建宇以特別出演身份客串《青春紀錄》，在劇中飾演韓流巨星朴道河，雖然為客串性質，然而其戲份相當看重。

## 演出作品

### 電視劇
| 年份 | 電視台  | 劇名                                | 角色            | 備註     |
| 2017 | KBS2    | 《三流之路》                        | 金卓修          |          |
| 2018 | tvN     | 《Live》                            | 金韓表          |          |
| 2018 | MBC     | 《壞刑警》                          | 張亨民 / 張善浩 |          |
| 2019 | tvN     | 《抓住幽靈》                        | 金伊俊          |          |
| 2020 | tvN     | 《青春紀錄》                        | 朴道河          | 特別出演 |
| 2022 | KBS2    | 《Drama Special－在陌生的季節相遇》 |                 | 獨幕劇   |
| 2022 | Netflix | 《黑暗榮耀》                        | 孫慏梧          |          |
| 2023 | KBS2    | 《地球上的黑盒子》                  | 尼歐            | [ 5 ]    |
| 2025 | Netflix | 《妳和其餘的一切》                  | 金相学          | 主演     |

### 電影
| 年份   | 片名              | 角色 | 備註 |
| 待公布 | 《Ultimate Oppa》 | Jay  |      |

## 獎項
| 年份 | 頒獎典禮           | 獎項                    | 作品         | 結果 |
| ---- | ------------------ | ----------------------- | ------------ | ---- |
| 2023 | 第59屆百想藝術大獎 | 電視部門 男子新人演技賞 | 《黑暗榮耀》 | 提名 |